# Shakira (album)
Shakira je deseti studijski album latinoameričke pjevačice Šakira koji će biti objavljen 21. marta u Njemačkoj i 25. marta širom svijeta, uključujući i SAD, od strane RCA Records. 
Prvi singl sa albuma je pesma Can't Remember To Forget You u kojoj gostuje i jedna od najvećih zvezda današnjice Rihanna i koja je dostigla poziciju 15 na američkoj listi singlova. Sledeći, tj. drugi singl sa albuma je španska verzija pomenute pjesme u kojoj ne gostuje Rihanna pod nazivom Nunca Me Acuerdo De Olvidarte. Obje verzije prvog singla imaju svoj vizuleni identitet. Audio engleske verzije ima oko 30 milion pregleda na VEVO-u, dok španska verzija ima mnogo manje. Premijera spota za verziju sa Rihannom je bila 30. januara na VEVO-u i za jedan dan je video sakupio više od 10 milion pregleda, dok su za sedam dana imalo skoro 100 milion pregleda. Za 25 dana ovaj video je sakupio više od 125 miliona pregleda, dok je španska verzija spota objavljena 20. februara i za pet dana je sakupila oko 6 milion pregleda. Video je okarakterisan kao seksi i provakativan, gdje pevečice pokazuje svoje atribute. Sledeći, tj. treći singl sa albuma je "rock" pesma Empirečiji je audio objavljen premijerno na VEVO-u 24. februara i koji je naišao na odličan prijem kod fanova. Nakon slušanja prva dva singla, dolazimo da zaključka da će album biti dosta drugačiji u odnosu na prethodni rad pevačice i njene albume: Sale El Sol i She Wolf iz kojih su se izdvojile pesme poput: She Wolf, Loca, Rabiosa, Addicted To You, Antes De Las Seis, itd.